# Natri porfimer
Natri porfimer, được bán dưới dạng Photofrin, là một chất nhạy quang được sử dụng trong liệu pháp quang động và xạ trị và để điều trị giảm nhẹ gây tắc nghẽn ung thư biểu mô tế bào phổi không tế bào nhỏ nội mô và tắc nghẽn ung thư thực quản.
Porfimer là một hỗn hợp các oligome được hình thành bởi các liên kết ether và ester lên đến tám đơn vị porphyrin. Trong thực tế, một nguồn ánh sáng đỏ phát ra ở 630   nm được sử dụng để kích thích các oligome Porfimer.
Porfimer là dẫn xuất Haematoporphyrin (HpD) (Xem PDT).

## Phê duyệt và chỉ định
Nó đã được phê duyệt ở Canada vào năm 1993 để điều trị ung thư bàng quang. Nó đã được phê duyệt tại Nhật Bản vào năm 1994 (đối với ung thư phổi giai đoạn đầu?). Nó đã được FDA Hoa Kỳ phê duyệt vào tháng 12 năm 1995 cho bệnh ung thư thực quản và vào năm 1998, nó đã được phê duyệt để điều trị ung thư phổi không phải tế bào nhỏ.
Vào tháng 8 năm 2003, FDA đã phê chuẩn việc sử dụng cho thực quản Barrett.